# Bảo tàng Dòng Chúa Cứu Thế ở Tuchów
Bảo tàng Dòng Chúa Cứu Thế ở Tuchów (tiếng Ba Lan: Muzea Redemptorystów w Tuchowie) là ba bảo tàng tọa lạc tại số 1 Phố Wysoka, Tuchów, Ba Lan. Cả ba đều do các Cha Dòng Chúa Cứu Thế lãnh đạo. Trụ sở của các bảo tàng này nằm trong khuôn viên của tu viện, nằm gần Vương cung thánh đường Kính viếng Đức Trinh Nữ Maria.

## Bảo tàng Sứ mệnh
Bảo tàng Sứ mệnh được thành lập vào năm 1975. Bộ sưu tập của Bảo tàng bao gồm các triển lãm có nguồn gốc từ các quốc gia được các Cha Dòng Chúa Cứu Thế đến truyền giáo (Argentina, Bolivia, Brazil). Triển lãm giới thiệu các sản phẩm của văn hóa vật chất (quần áo, vật dùng hàng ngày, lễ vật tôn giáo) và các mẫu vật của hệ động thực vật Nam Mỹ. Ngoài ra, trong Bảo tàng còn có một cảnh Chúa Giáng sinh có thể di động, được Cha Kazimierz Zymuła dựng vào năm 1975.

## Bảo tàng Thánh địa
Bảo tàng Thánh địa được thành lập vào năm 1993-1994. Bộ sưu tập của Bảo tàng bao gồm các triển lãm giới thiệu các bức tranh về Đức Mẹ Tuchów, lễ phục, vật phẩm phụng vụ, và các thứ khác.

## Bảo tàng Dân tộc học
Bảo tàng Dân tộc học được thành lập vào năm 1997. Bộ sưu tập của Bảo tàng bao gồm nhiều triển lãm liên quan đến nghề nuôi ong ở Tuchów và văn hóa dân gian của địa phương và vùng xung quanh. Bảo tàng còn trưng bày các nông cụ cũ và vật dụng hàng ngày.

## Giờ mở cửa
Các bảo tàng hoạt động quanh năm và mở cửa hàng ngày. Khách tham quan cần có sự sắp xếp trước với các bảo tàng.